# Kanamara Matsuri

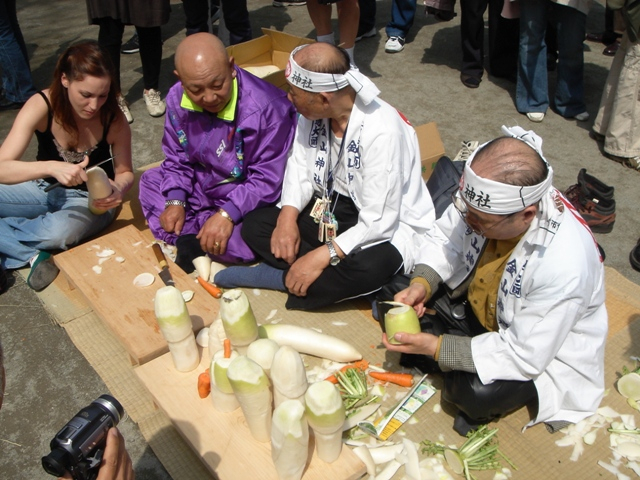
Kanamara Festival 2007

Kanamara Matsuri (Järnfallosens festival) är en fruktbarhetsfestival inom Shinto som arrangeras årligen första söndagen i april i och omkring helgedomen Kanayama i Kawasaki, Japan. Huvudtemat för festivalen är en fallos (erigerad penis), som förekommer i olika former och storlekar, på affischer, som dekorationer, godis, snidade grönsaker med mera.
Enligt legenden hade en svartsjuk demon med vassa tänder förälskat sig i en ung kvinna och gömt sig i hennes slida, och därefter bitit av penisen på två män (vagina dentata). Kvinnan tog då hjälp av en smed som tillverkade en järnfallos som de lät demonen bita i vilket krossade hans tänder. Efter detta blev järnfallosen förklarad helig och placerad i det lokala templet.
Helgedomen vid Kanayama var betydelsefull bland prostituerade kvinnor som sökte sig dit och uppfattade att den gav skydd för könssjukdomar. Den anses även säkra liv, skörd, välstånd för familjen och äktenskapet. 
Idag har den blivit en turistattraktion och används även för insamling av pengar för HIV-forskning. Festivalen hölls för första gången 1969.   
En liknande festival är Hōnen Matsuri i Japan. Även i Dimos Tyrnavos i Grekland finns en motsvarighet.